# Elżbieta Blount
Elizabeth Blount zwana Bessie (ur. ok. 1498 - zm. ok. 1540) angielska arystokratka, kochanka króla Henryka VIII Tudora.

## Życiorys
Jej rodzicami byli John Blount i Catherine Pershall. W wieku około 12 lat trafiła na dwór królowej Katarzyny Aragońskiej. 
Nie wiadomo, kiedy rozpoczął się romans Bessie z królem, możliwe że miał swój początek jeszcze przed 1518. 15 czerwca 1519 Elizabeth urodziła syna, Henryka FitzRoya, który został oficjalnie uznany przez króla. Wzbudziło to rozgoryczenie królowej, która urodziła jedynie córkę, Marię.  Bessie 3 miesiące później (lub najpóźniej w czerwcu 1522 r.) została żoną Gilberta Tailbois. Małżonkowie osiedlili się w hrabstwie Lincolnshire i mieli troje dzieci.
Król w 1525 mianował Henryka Fitzroya księciem Richmond i Somerset oraz obdarzył go wieloma zaszczytami w północnej Anglii. Królowa była zaniepokojona takim wywyższeniem królewskiego bękarta. W Anglii obawiano się, że za tymi zaszczytami idzie chęć mianowania Henryka następcą tronu. Książę wychowywał się z dala od matki a nadzór nad jego edukacją sprawował kardynał Wolsey, który był jego ojcem chrzestnym
W 1530 Elizabeth owdowiała. Drugi związek małżeński zawarła z Edwardem Fiennes de Clinton.
W 1533 król anulował swoje 24-letnie małżeństwo z Katarzyną Aragońską by poślubić Annę Boleyn. Na dworze królewskim mówiono, że nowa królowa odznacza się znacznie mniejszą urodą niż Bessie. 
Elizabeth przeżyła swojego pierworodnego syna, który zmarł w 1536. 

## W kulturze
- Serial "The Tudors"  - w rolę Bessie wcieliła się Ruta Gedmintas[5].
- Serial "Hiszpańska księżniczka" - postać Bessie zagrała Chloe Harris[6].